# 史蒂夫·弗雷泽
史蒂夫·弗雷泽（英語：Steve Fraser，1958年3月23日—），美国男子摔跤运动员，曾就读于密歇根大学。他曾代表美国参加1984年夏季奥林匹克运动会摔跤比赛，获得男子古典式90公斤级金牌。